# 彭蕴章
彭蘊章（1792年—1862年），字琮達，一字詠莪，號小園，又號澗東墨客，晚號詒谷老人，江蘇長洲（今蘇州）人，祖籍江西清江（今樟樹市），清朝政治人物，進士出身。

## 生平
狀元彭啟豐曾孫。早年由舉人捐內閣中書。充任任軍機章京。道光十五年（1835年）登乙未科進士，授工部主事，仍留直軍機處。累遷郎中。歷任鴻臚寺少卿、光祿寺少卿、順天府府丞、宗人府府丞。道光二十六年（1846年）督福建學政。咸豐元年（1851年）以非翰林出身在軍機大臣上行走。歷官兵部侍郎、禮部侍郎、工部尚書、協辦大學士、文淵閣大學士、武英殿大學士、國史館總裁。彭蘊章精於理財，為征討太平天國籌集軍費，推行改鑄銅錢、增收釐金、發行官鈔、擴大捐資及漕米海運等方法，解決税收减少、軍餉膨脹等財政問題。咸豐七年（1857年）兩江總督怡良因病出缺，彭保薦何桂清上任。咸豐十年（1860年）太平軍摧毀江南大營，克常州，何桂清倉惶出逃，彭因保薦而獲罪，命毋庸在軍機大臣上行走，未幾復起署兵部尚書。後乞休。同治元年（1862年）卒於京，諡文敬。

## 參閱
- 何桂清
- 張芾
- 吳蔭培

| 官衔          | 官衔                                                       | 官衔          |
| ------------- | ---------------------------------------------------------- | ------------- |
| 前任： 李嘉端 | 提督福建學政 道光二十六年十二月十四乙丑（1847年1月30日）任 | 繼任： 黃贊湯 |